# Красная Охота (платформа)
Кра́сная Охо́та — ликвидированная железнодорожная платформа Горьковской железной дороги на линии Москва — Владимир в Собинском районе Владимирской области.
Населённых пунктов вблизи платформы нет.
Состояла из двух низких боковых платформ длиной в 1 вагон. До конца 1990-х гг. платформы были высокими. Не была оборудована турникетами. По состоянию на 2025 год платформа присутствует на малом количестве расписаниях и схем, но не объявляется в автоинформаторах электропоездов.
По данным на 2010 год, согласно всем документам платформа ликвидирована. На её месте осталась небольшая насыпь. Кроме насыпи следов существования не осталось
Была выделена в отдельную тарифную зону (зона 16) от Курского вокзала.
На платформе перестали останавливаться поезда 31 мая 2009 года.
Раньше неподалёку от платформы была военная часть. И охотохозяйство (от него и произошло название).
Скорее всего закрыта из-за пуска "Сапсанов" по Горьковскому направлению.
Также вторая причина закрытия связана с тем, что охотохозяйство оттуда исчезло (правда, оно исчезло примерно за 10 лет до закрытия платформы).